# St. Bartholomä (Königssee)
St. Bartholomä, früher St. Bartholomäus, bezeichnet eine römisch-katholische Wallfahrtskirche am Westufer des Königssees auf der Halbinsel Hirschau sowie im Umfeld der Kirche eine sehr kleine Siedlung, die ein Gemeindeteil der Gemeinde Schönau am Königssee im oberbayerischen Landkreis Berchtesgadener Land ist.
Die nach dem Abriss (1697/98) des Vorgängerbaus aus dem 12. Jahrhundert auf dessen Fundament Ende des 17. Jahrhunderts neu errichtete Kirche St. Bartholomä wurde Anfang des 18. Jahrhunderts in die bis heute erhaltene barockisierte Form umgestaltet. Ausgestattet mit zwei unterschiedlichen Zwiebeltürmen und drei roten Kuppeldächern über einem Drei-Konchen-Chor, ähnelt ihr Grundriss der Form des Salzburger Doms. Das kleine Kirchengebäude zieren Stuckaturen des Salzburger Künstlers Josef Schmidt, und die Altäre in den drei Konchen sind jeweils einem bzw. einer Heiligen geweiht: St. Bartholomäus, St. Katharina und St. Jacobus. Mit St. Bartholomäus das Patrozinium für die ganze Kirche zu wählen, bezog sich auch darauf, dass er als Schutzherr der Almbauern und Sennerinnen galt. Die Kirche St. Bartholomä gehört zur Pfarrei Unterstein mit Sitz in Unterschönau, die wiederum für die Gemeinde Schönau am Königssee zuständig ist.
Der Ortsteil St. Bartholomä umfasst nur wenige Gebäude, von denen neben der Wallfahrtskirche noch das sich daran anschließende ehemalige Jagdschloss zu erwähnen ist, das heute als Gasthaus genutzt wird. Kirche und Jagdschloss waren vormals eine Besitzung der Fürstpröpste innerhalb des von ihnen regierten Berchtesgadener Landes. Nach der Säkularisation von 1803 kam die kleine Einöde mit ihrem Gebäudeensemble nach mehreren Herrschaftswechseln 1810 zum Königreich Bayern und erfuhr anschließend verschiedene Zuordnungen in unterschiedlichen Gemeinden.

## Geschichte

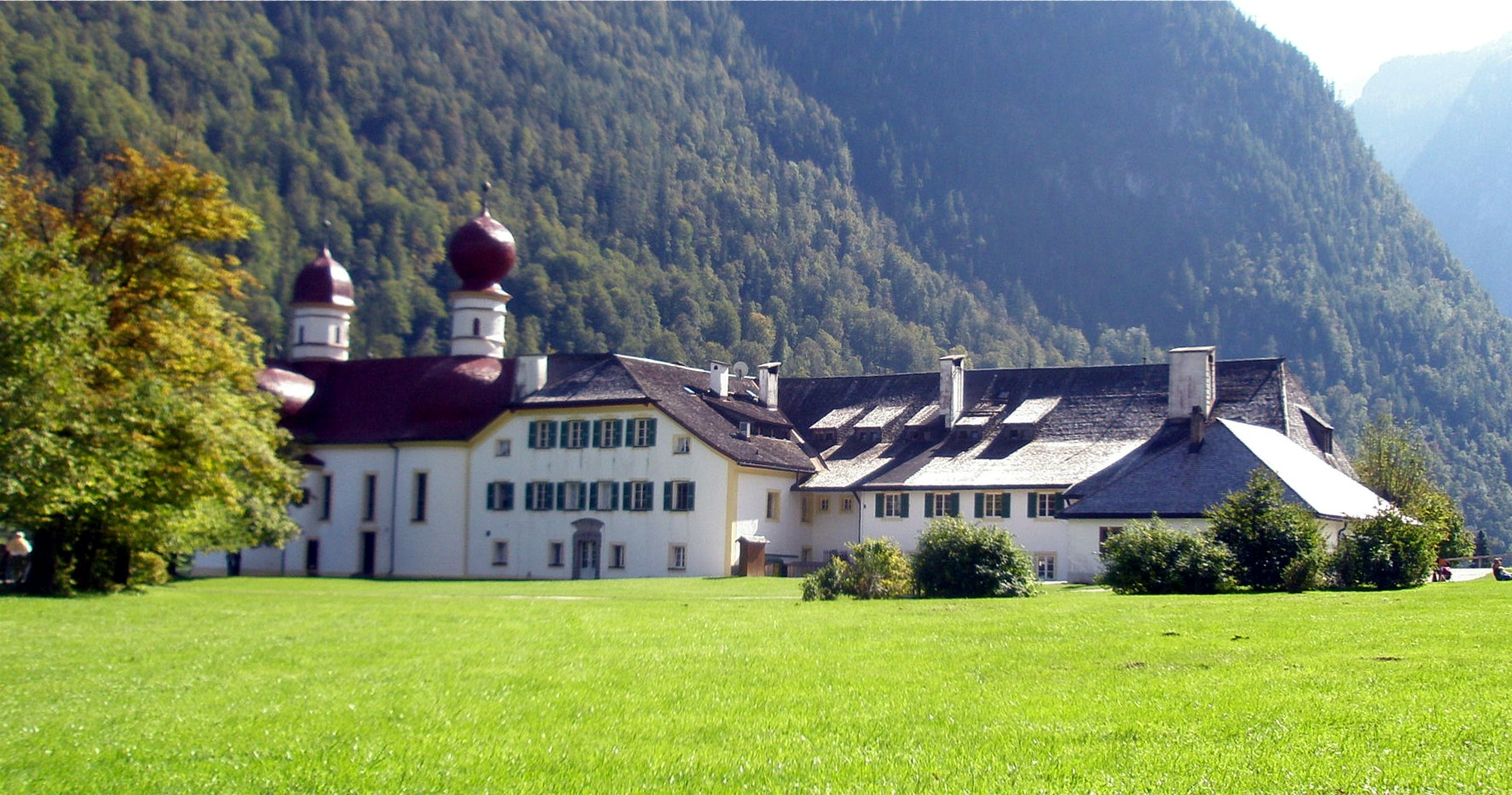
Die Kirche mit ehemaligem Jagdschloss

### Kirche
Kuno von Horburg, der Stief- oder Halbbruder von Berengar I. von Sulzbach, ließ den Vorgängerbau der heutigen Kirche von St. Bartholomä vermutlich wegen eines Quellheiligtums in seiner Nähe (ein „Fieberbrunnen“ am Ort der um 1617 erbauten Waldkapelle St. Johann und Paul) in Stein erbauen. Laut einer Urkunde war das eine „bescheidene Kapelle“, die auf Abbildungen des 16. und 17. Jahrhunderts von einem Spitzhelm bedeckt war. Die Weihe der Kapelle zur Basilica Chunigesee erfolgte durch Bischof Roman I. von Gurk am Bartholomäus-Tag, dem 24. August 1134 und im gleichen Jahr kam es zu einer ersten Schenkung für das Gebäude durch Meginhard von Rotthof. Wegen des Weihedatums erhielt die Kirche auch eine Reliquie des Hl. Bartholomäus. 1522 wurde sie mit dem päpstlich verbrieften Recht ausgestattet, Ablasszahlungen entgegenzunehmen. 1697 und 1698 ist diese Kapelle abgerissen und als Kuppelbau neu errichtet worden. 1733 wurden von Fürstpropst Cajetan Anton Notthafft von Weißenstein Schloss und Kirche St. Bartholomä in die noch heute erhaltene, barockisierte Gestalt gebracht sowie ein Fahr- und Fußweg zur Waldkapelle St. Johann und Paul angelegt.
Der bayerische König Ludwig II. bewahrte die inzwischen baufällig gewordene Kirche vor dem Abriss und ließ sie aus seiner Kabinettskasse restaurieren, nachdem die dafür zuständige Kirchenstiftung St. Andrä in Berchtesgaden leistungsunfähig geworden war. Geweiht wurde die erneuerte Kapelle am 25. Juli 1868. Eine weitere Renovierung wurde in den Jahren 1902 bis 1904 durchgeführt und zur Hälfte von Prinzregent Luitpold bezahlt, der sich mit seinen Gästen häufig zur Jagd auf der Halbinsel aufhielt. Im Jahr 1903 wurde die Kirche von der königlichen Zivilliste übernommen, heute ist sie im Eigentum des Freistaates Bayern und wird von der Bayerischen Verwaltung der staatlichen Schlösser, Gärten und Seen betreut.
Die Wallfahrtskirche St. Bartholomä ist ein nachqualifiziertes landschaftsprägendes Baudenkmal.

### Übrige Bebauung
Der Ortsteil St. Bartholomä umfasst nicht nur die Kirche, sondern noch weitere Gebäude auf der Halbinsel und die kleine Siedlung wird in der amtlichen Statistik als Einöde bzw. Gemeindeteil von Schönau am Königssee erfasst. Neben der Kirche befindet sich das ehemalige Jagdschloss, welches in den Jahren 1506 bis 1522 aus einem Fischermeisterhaus aus dem 14. Jahrhundert entstand und anschließend mehrmals umgebaut wurde. Das Gebäude diente bis 1803 als zeitweilige Unterkunft der Fürstpröpste der reichsunmittelbaren Fürstpropstei Berchtesgaden (1559–1803). Nach 1810, als das zuvor von den Fürstpröpsten regierte Berchtesgadener Land dem Königreich Bayern angegliedert wurde, diente es den Wittelsbachern als Jagdschloss. Heute ist es eine Gaststätte. Dazu kommen noch ein Souvenirstand, ein Informationsbüro des Nationalparks Berchtesgaden (früher eine Holzknechtshütte), das Watzmann-Ostwand-Lager, die Königssee-Fischerei und einige weitere Gebäude.
Das zuvor im „ausmärkischen Forstbezirk St. Bartholomä“ liegende Jagdschloss wurde 1903 als Exklave mit einer Fläche von 8,1 Hektar in die damalige Gemeinde Königssee eingegliedert, welche ihrerseits 1978 mit der Gemeinde Schönau zur Gemeinde Schönau am Königssee zusammengelegt wurde. Am 1. Januar 1984 kam der große Rest (6497,73 Hektar bzw. 64,98 km²) des bis dato gemeindefreien Forstbezirks als Gemarkung Forst Sankt Bartholomä ebenso zur Gemeinde Schönau am Königssee, zusammen mit dem dazwischen liegenden Forstbezirk Königssee (383,88 Hektar). Nach Auflösung der gemeindefreien Gebiete Forstbezirk St. Bartholomä und Forstbezirk Königssee und ihrer Eingliederung in die Gemeinde Schönau am Königssee 1984 entfiel auch die Exklaveneigenschaft des Gebäudeensembles von St. Bartholomä.
Das letzte gelbe Telefonhäuschen vom Typ TelH78 aus Zeiten der Deutschen Bundespost stand, aus Gründen des Ensembleschutzes auf drei Seiten in ein Bootshaus integriert, in St. Bartholomä und wurde im Oktober 2018 abgebaut.

## Almer Wallfahrt

### Entstehung und Route
Jedes Jahr ist St. Bartholomä am Samstag nach dem 24. August (Bartholomäustag) das Ziel der traditionellen Almer Wallfahrt. Es handelt sich um die älteste Gebirgswallfahrt Europas, ihre Anfänge gehen vermutlich auf die Zeit um 1635 zurück, als Salzburger Bürger als Dank für die überstandene Pest erstmals über das Hochgebirge nach St. Bartholomä am Königssee unterwegs waren. Die Wallfahrer, je nach Wetterlage sind es bis zu dreitausend, steigen in einem langen Fußmarsch, beginnend in Maria Alm im österreichischen Pinzgau, über die Ramseider Scharte mit dem Riemannhaus und den Funtensee durch das Steinerne Meer nach Sankt Bartholomä ab.

### Unglück von 1688
Am 23. August 1688 ertranken 60 oder 70 Pilger, nachdem ihr offenes Holzboot noch in der Nähe des Ablegepunktes Im Reitl am St. Bartholomä gegenüberliegenden Ufer gekentert war, wie anhand eines Protokolls mit Aussagen von Überlebenden rekonstruiert werden konnte. Ursache war demnach eine Mischung aus Leichtsinn, Übermut und grober Fahrlässigkeit. Lange Zeit wurde das Unglück an der Falkensteiner Wand am anderen Ende des Sees unweit der Seelände bzw. der Anlegestelle Königssee verortet, an der noch heute ein rotes Gedenkkreuz daran erinnert.

## Tourismus

### Erreichbarkeit

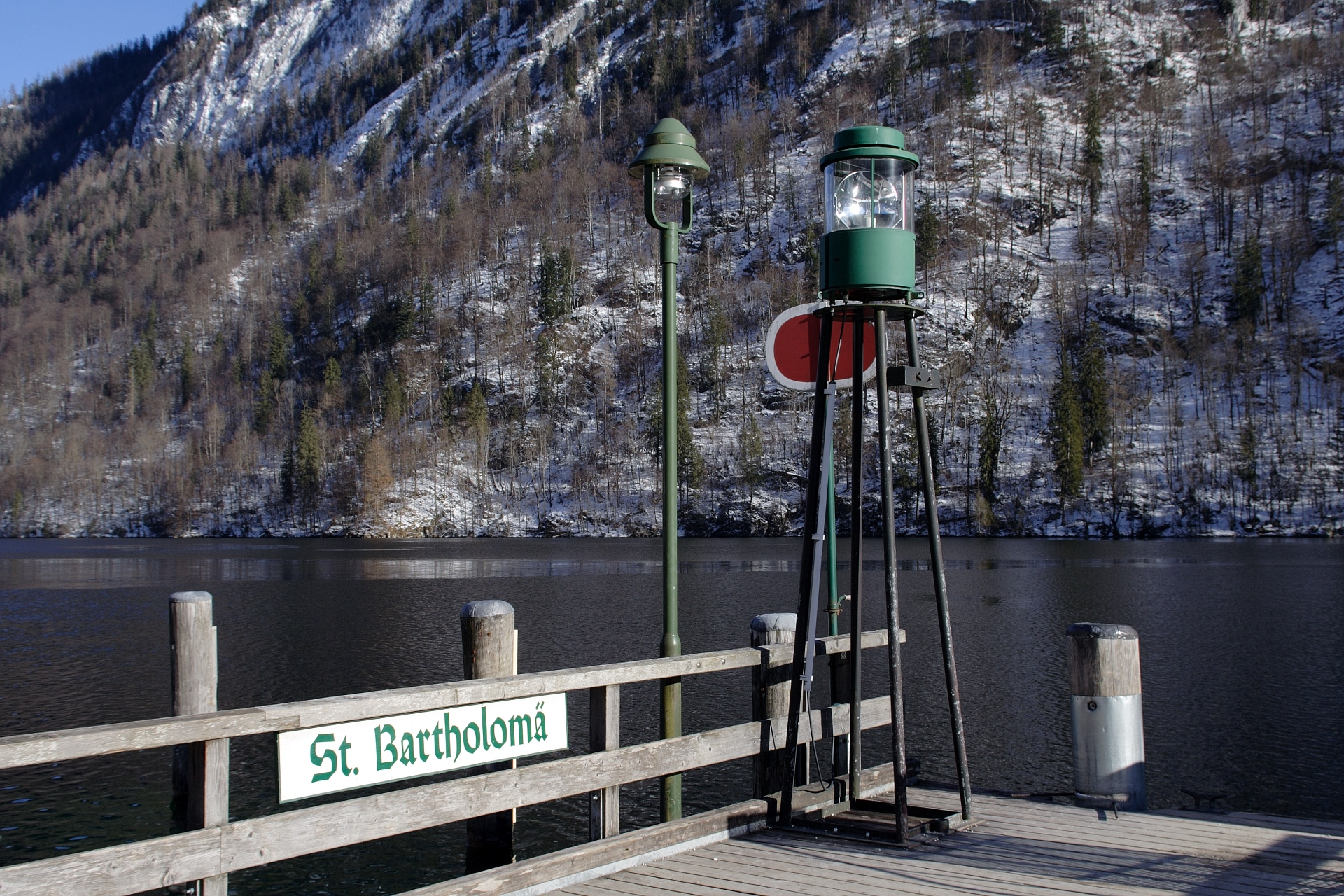
Leuchtfeuer auf dem Schiffsanleger in St. Bartholomä (2012)

Es verkehren ganzjährig Elektroboote der Schifffahrt Königssee von Dorf Königssee nach St. Bartholomä. Auf Fußwegen ist St. Bartholomä nur in mehrstündigen Wanderungen zu erreichen, wobei man erhebliche Höhenunterschiede zurücklegen muss. Von Schönau bzw. der Ortschaft Königssee aus führt ein Weg zunächst entlang der Bob- und Rodelbahn Königssee, dann über den Klingersteig hinauf zur Kührointalm (1420 m), weiter zur Archenkanzel und wieder hinunter über den Rinnkendlsteig. Die Gehzeit beträgt etwa vier bis fünf Stunden.

### Tagesgäste, Bergsteiger zu allen Jahreszeiten
An Wochenenden mit schöner Witterung wird St. Bartholomä von Tausenden Touristen per Schiff aufgesucht. Sobald nachmittags das letzte Schiff zum Dorf Königssee zurückgefahren ist, kehrt in St. Bartholomä Ruhe ein; lediglich die Aspiranten für die Watzmann-Ostwand haben das Recht, auf der Halbinsel Hirschau zu übernachten.
St. Bartholomä ist möglicher Ausgangspunkt für Wanderungen Richtung Funtensee (Kärlingerhaus über Saugasse) und weiter ins Steinerne Meer oder die Röth.
Am 29. Januar 2006 waren zirka 60.000 Menschen auf dem zugefrorenen Königssee unterwegs, wovon ein Großteil auch St. Bartholomä erreicht haben dürfte.

## Bildergalerie

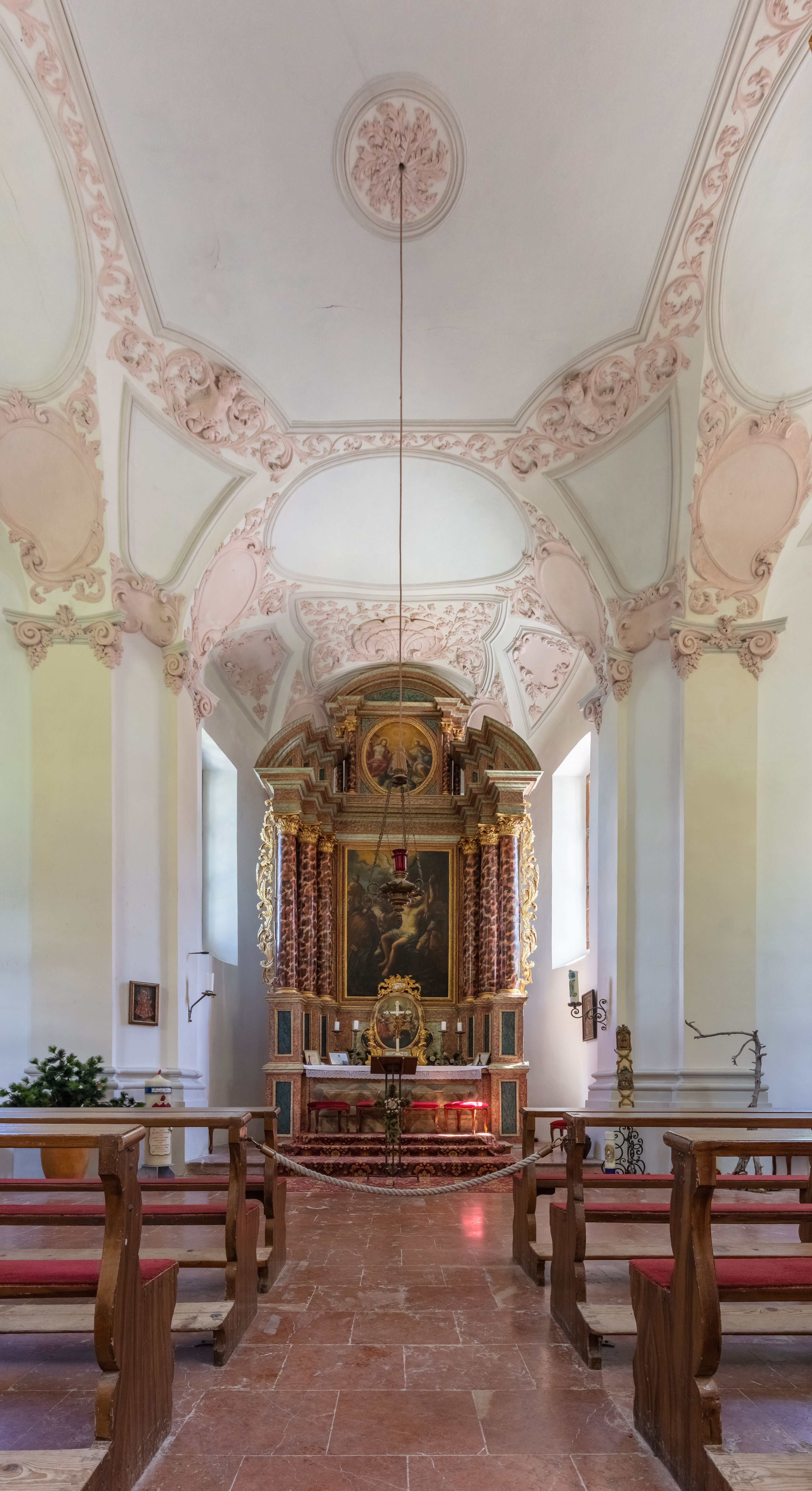
Altarraum der Wallfahrtskirche
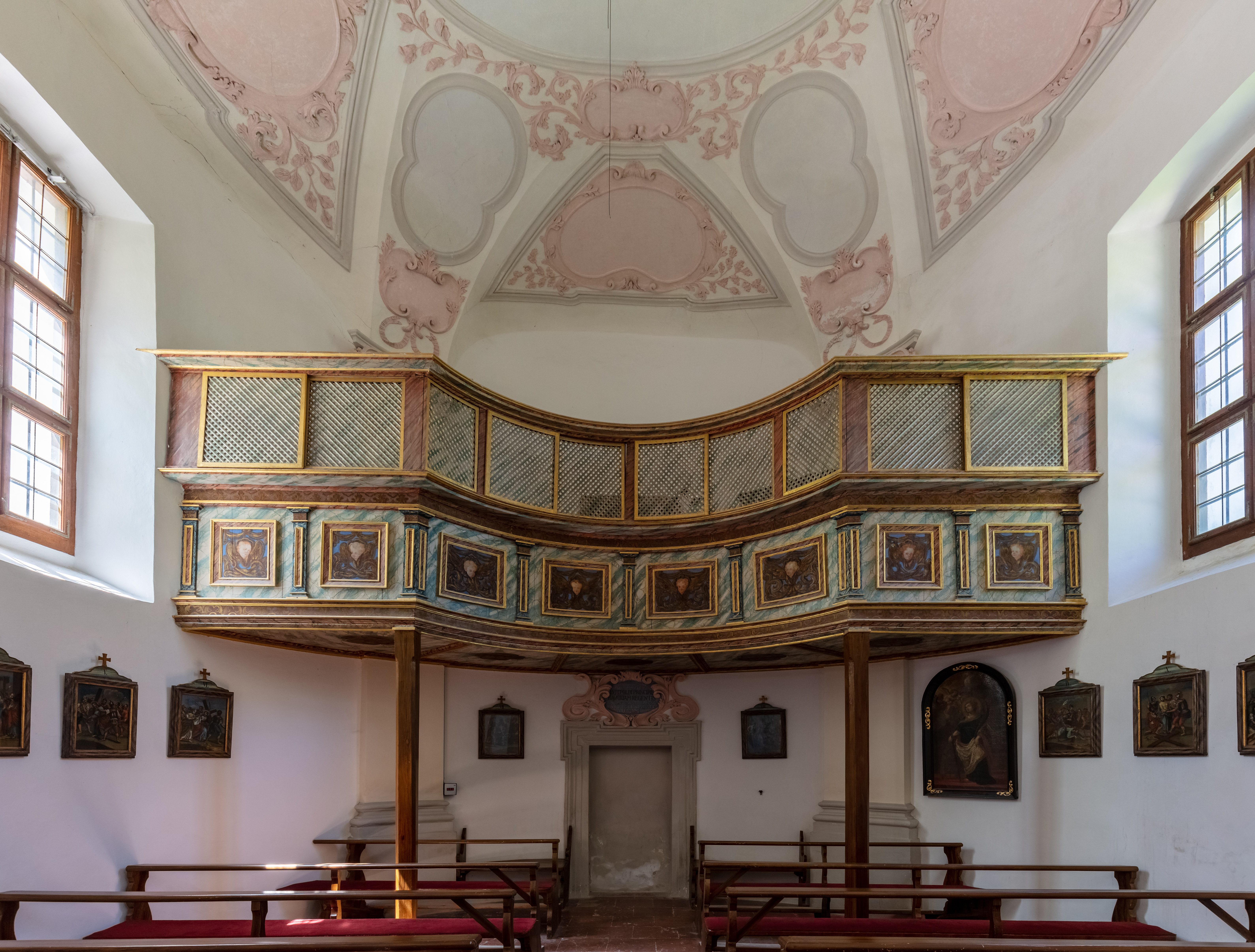
Rückwärtige Empore
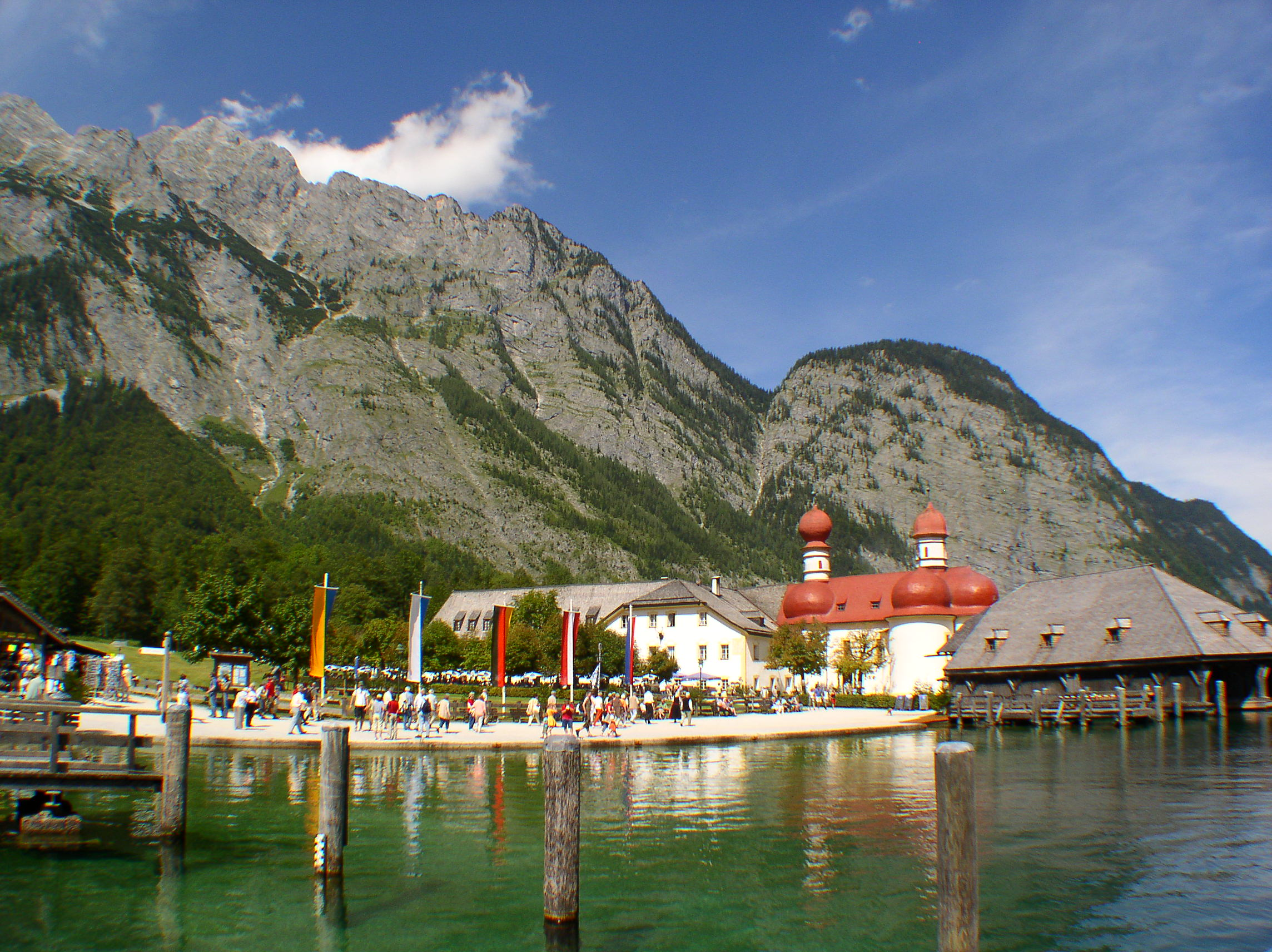
St. Bartholomä mit Bootsanleger vom Schiff aus gesehen
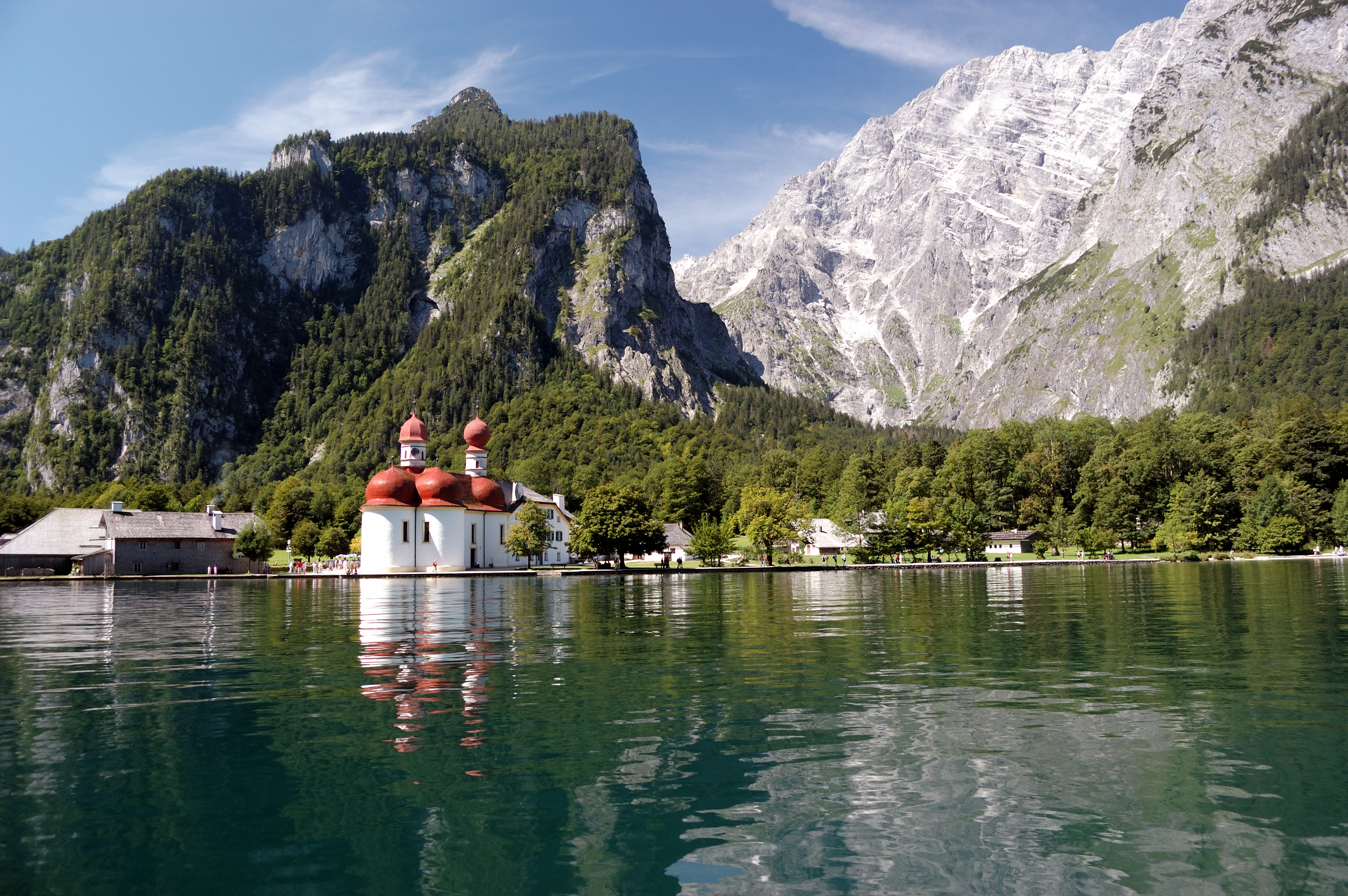
St. Bartholomä vom Schiff, aus Richtung Königssee aufgenommen
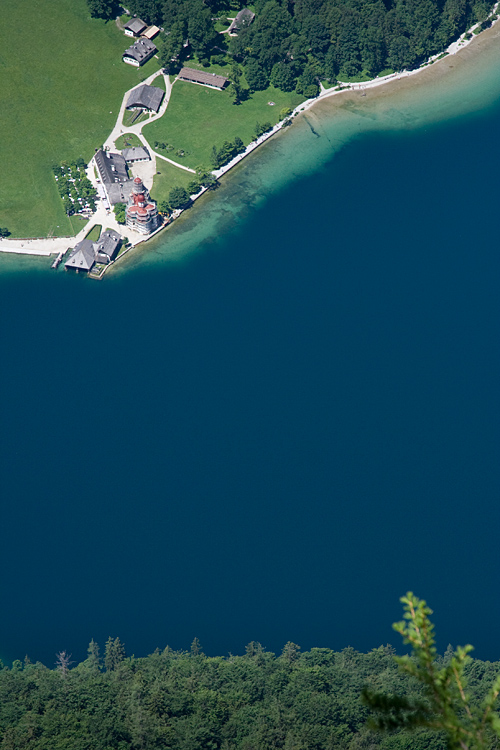
St. Bartholomä vom 1100 m oberhalb gelegenen Aussichtspunkt Feuerpalven
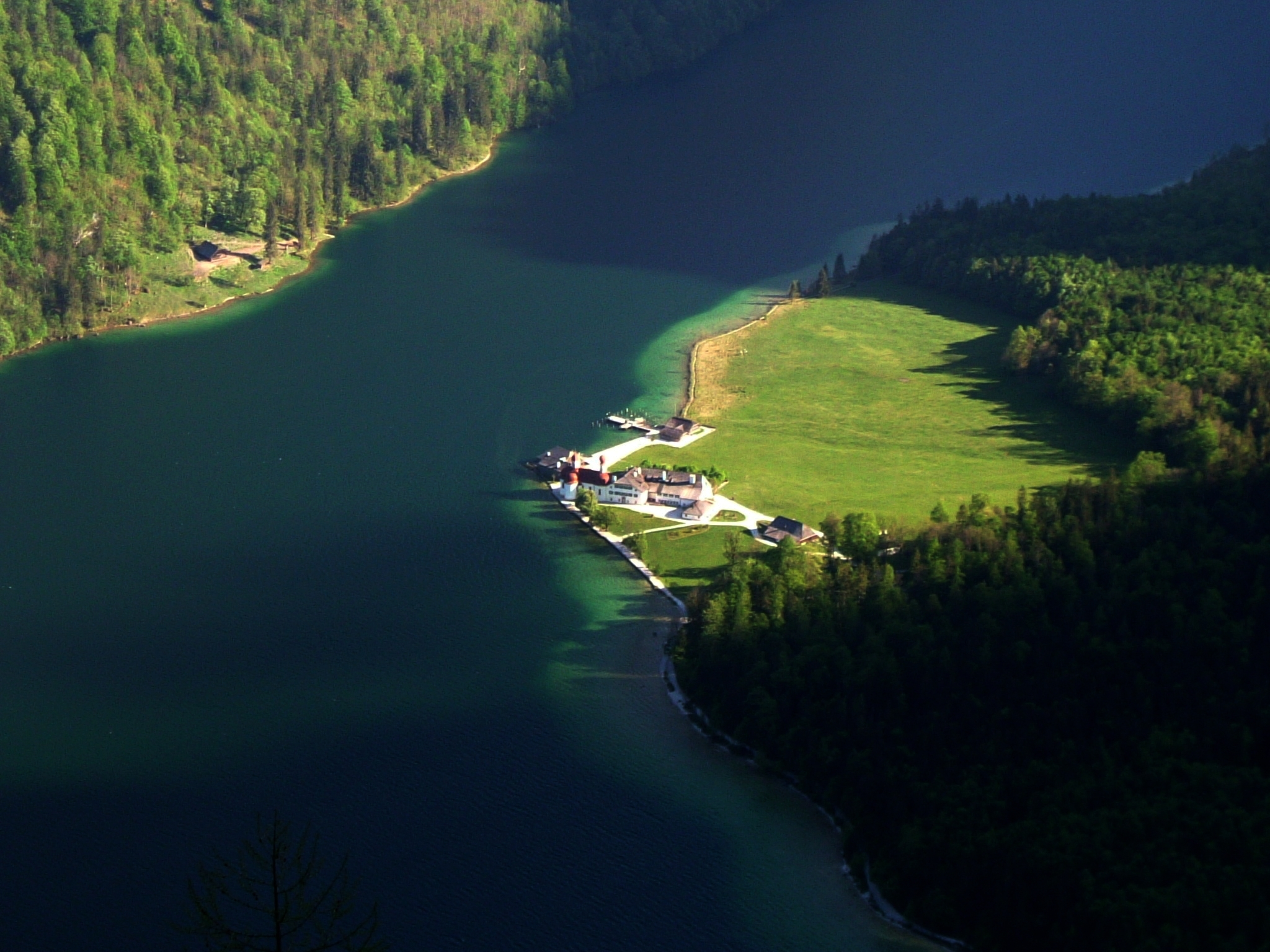
Blick von der Archenkanzel auf St. Bartholomä